# Károly Aszlányi
Károly Aszlányi (* 22. April 1908 auf Ada Kaleh bei Orsova, heute Rumänien; † 8. Dezember 1938 in Dorog, Ungarn) war ein Jüdisch-ungarischer Schriftsteller, Dramatiker und Journalist.

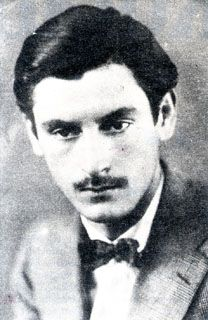
Károly Aszlány im Jahr 1929

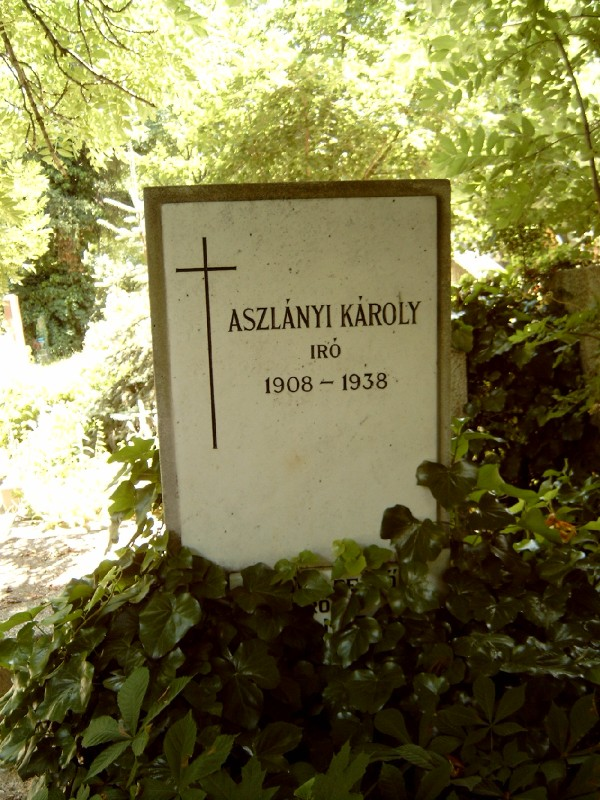
Grabstein von Károly Aszlány auf dem Farkasréti-Friedhof in Budapest

## Leben und Werk
Károly Aszlány wurde in Ada Kaleh als Sohn des Jüdisch-ungarischen Philosophen und Schriftstellers Dezső David Aszlányi geboren. Der Nachname leitete sich nach der Madjarisierung vom Türkischen Wort Aslan (Löwe) ab, jedoch war der ursprüngliche Familienname einst Ausländer. Nach Schulbesuch und Studium in Nagybecskerek lebte er in Wien, Budapest und in Deutschland, besuchte in Dänemark eine Musikhochschule. Zeitweilig war er als Journalist für die ungarische Zeitung Sporthírlap tätig. 1927 gewann Aszlány mit der Kurzgeschichte „Der Schneemann“ einen Preis der renommierten ungarischen Literaturzeitschrift Nyugat. Diese Erfahrung bewog ihn, Schriftsteller zu werden. Sein Debütroman erschien 1929 unter dem Titel „Geld in Sicht“ in Budapest.
In den 1930er Jahren wurde Aszlány mit zahlreichen burlesken Unterhaltungsromanen in ungarischer Sprache bekannt und erfolgreich. Zeitweilig schrieb er unter dem Pseudonym Kirk Van Hossum. Sein Werk, das auch in andere europäische Sprachen übersetzt wurde, ist sehr stark vom britischen Humor und den amerikanischen Filmkomödien der Zeit geprägt und wurde mehrfach verfilmt. In Deutschland wurde er 1937 durch die Filmkomödie Sieben Ohrfeigen, der Verfilmung seines gleichnamigen Romans, einem großen Publikum bekannt.
Aszlányi starb 1938 in der Nähe von Dorog, als er mit seinem Automobil einem Kind ausweichen wollte und dabei verunglückte. Sein Grab liegt auf dem Farkasréti-Friedhof in Budapest (Grabstelle 15-1-146).

## Romane (Auswahl)
- Pénz a láthatáron (Geld in Sicht), 1929.
- Az álmos riporter (Der verschlafene Reporter), 1933 (unter dem Pseudonym Kirk Van Hossum).
- Hét pofon (Sieben Ohrfeigen), 1934.
- Kalandos vakáció (Abenteuerliche Ferien), 1934.
- Sok hűhó Emmiért (Viel Lärm um Emmi), 1935,
- Előszó egy házassághoz (Vorrede zu einer Ehe), 1936.

## Theaterstücke
- Szélhámos kerestetik (Betrüger gesucht), 1930.
- Amerikai komédia (Eine amerikanische Komödie), 1938.

## Filmografie (Auswahl)
- Sieben Ohrfeigen (Hét pofon), Deutschland 1937.
- A hölgy egy kissé bogaras (Sie ist etwas exzentrisch), Ungarn 1938.
- Sok hűhó Emmiért (Viel Lärm um Emmi), Ungarn 1940.
- A tökéletes család (Die perfekte Familie), Ungarn 1942.
- Se io fossi onesto (Wenn ich wirklich ehrlich wäre), Italien 1942.
- Ohrfeigen, Bundesrepublik Deutschland 1970.
- Die sieben Ohrfeigen, Bundesrepublik Deutschland 1971, ZDF.